# MILW ES-2
ES-2 – amerykańska elektryczna lokomotywa manewrowa. Powstały cztery lokomotywy tego typu, dwie w 1916 i dwie w 1919 Wszystkie cztery były eksploatowane przez Chicago, Milwaukee, St. Paul and Pacific Railroad (MILW). Początkowo nosiły numery 10050-10053, później E80-E83. Silniki lokomotyw ES-2 były zasilane prądem stałym o napięciu 3 kV, pobieranym przy pomocy pojedynczego pantografu znajdującego się nad kabiną maszynisty.